# Bulu Sema
Bulu Sema is een bestuurslaag in het regentschap Aceh Singkil van de provincie Atjeh, Indonesië. Bulu Sema telt 1121 inwoners (volkstelling 2010).